# Louingui
Louingui s'écrit aussi Luingi ou Lwingi, est une localité du sud de la République du Congo située dans le département du Pool. Elle est le chef-lieu du district portant ce même nom, sa population est estimée à 10553 habitants.